# Igor Angełowski
Igor Angełowski (ur. 2 czerwca 1976 w Skopju) – macedoński trener piłkarski oraz w przeszłości piłkarz występujący na pozycji pomocnika, były selekcjoner reprezentacji Macedonii Północnej. Wychowanek Makedonija Dźorcze Petrow, w trakcie swojej kariery grał także w takich zespołach jak FK Pelister, Publikum Celje, Cementarnica oraz Pobeda Prilep.